# LADIES AND GENTLEMEN!
『LADIES AND GENTLEMEN!』（レディース・アンド・ジェントルメン）は、Warehouseと柳原のアルバム。2006年7月19日にGLAMOROUS RECORDSより発売された。

## 解説
インストゥルメンタル・バンドであるWarehouseと柳原陽一郎によるコラボレーション・アルバム。
コラボのきっかけは、柳原のアルバム『ふたたび』に参加した高良久美子の誘いにより柳原がWarehouseのライブにゲスト出演したこと。その流れからオリジナル曲が制作され、CDリリースに至った。本作の収録曲は歌詞から先に制作された。2006年3月にIRc2 studioでレコーディングが行われ、2006年5月にFLOATでミキシング、同月にAudio CityでKITAMURA SHUJIによってマスタリングが行なわれた。
アートワークは高野文子によるもの。
ジャズからトイポップ、ラウンジ、ロックンロールなど幅広い曲構成をしている。

## 評価
CDジャーナルは、「アコースティックを中心とし、余韻を生かしたサウンドの上で柳原のボーカルが踊るように響く」「アルバムの約半数を占めるインストゥルメンタルも詩情にあふれた逸品」と評している。

## 収録曲
| 全編曲: Warehouseと柳原。 |                                                         |                                       |                                         |       |
| #                         | タイトル                                                | 作詞                                  | 作曲                                    | 時間  |
| 1.                        | 「辛い日々はこりごりだ」(Hard Times Come Again No More) | - Stephen Foster - 柳原陽一郎（訳詞） | Stephen Foster                          | 3:15  |
| 2.                        | 「19の嫁」(Sweet Little Nineteen)                       | 柳原陽一郎                            | 鬼怒無月                                | 3:12  |
| 3.                        | 「GTI16v」(GTI16v)                                      | 柳原陽一郎                            | 柳原陽一郎                              | 5:38  |
| 4.                        | 「Vino」(Vino)                                          |                                       | 高良久美子                              | 1:09  |
| 5.                        | 「電気の蟻」(Electric Ants)                             |                                       | 鬼怒無月                                | 2:53  |
| 6.                        | 「満月ブギ」(Mangetsu Boogie)                           | 柳原幼一郎                            | 柳原幼一郎                              | 4:15  |
| 7.                        | 「Hannon Waltz」(Hannon Waltz)                          |                                       | 大坪寛彦                                | 1:15  |
| 8.                        | 「好きな顔」(Sukina Kao)                                | 柳原陽一郎                            | 大坪寛彦                                | 4:54  |
| 9.                        | 「Milk」(Milk)                                          |                                       | 高良久美子                              | 1:12  |
| 10.                       | 「Café Milton」(Café Milton)                            |                                       | 鬼怒無月                                | 3:01  |
| 11.                       | 「ふたりぼっちー」(Futari Bottiee)                      | 柳原陽一郎                            | 高良久美子                              | 3:18  |
| 12.                       | 「Tè」(Tè)                                              |                                       | 高良久美子                              | 0:52  |
| 13.                       | 「レイ」(Rei)                                           | 柳原陽一郎                            | 柳原陽一郎                              | 5:15  |
| 14.                       | 「自転車道路まで」(Up To The Cycling Path)              | 柳原陽一郎                            | 大坪寛彦 鬼怒無月 高良久美子 柳原陽一郎 | 6:03  |
| 15.                       | 「Mana's roux #2」(Mana's roux #2)                      | 柳原陽一郎                            | 大坪寛彦                                | 3:56  |
| 合計時間:                 | 合計時間:                                               | 合計時間:                             | 合計時間:                               | 50:08 |

## 曲の解説
1. 辛い日々はこりごりだ
スティーブン・フォスターの「Hard Times Come Again No More（邦題「すべては終わりぬ」）」を日本語でカバーした楽曲。
2. 19の嫁
3. GTI16v
4. Vino
インストゥルメンタル。
5. 電気の蟻
インストゥルメンタル。
6. 満月ブギ
柳原がかつて在籍していたたまの楽曲のカバー。
7. Hannon Waltz
インストゥルメンタル。
8. 好きな顔
9. Milk
インストゥルメンタル。
10. Café Milton
インストゥルメンタル。
11. ふたりぼっちー
2021年11月にShiro Tomuraによって制作されたアニメーションMVが公開された[4][5]。
12. Tè
インストゥルメンタル。
13. レイ
2016年に発売された柳原のライブ会場・通販限定CD『LIVE RECORDING SERIES VOL.1〜らぶ あんど へいと』には、柳原のピアノでの弾き語り音源が収録されている。
14. 自転車道路まで
作曲はWarehouseのメンバー3人と柳原の共作。
15. Mana's roux #2

## 参加ミュージシャン
- 鬼怒無月：Guitar, Mandolin, Chorus
- 大坪寛彦：Bass, Recorder, Ukulele, Vocal（＃10）, Chorus
- 高良久美子：Vibraphone, Drums, Percussion, Junk, Chorus
- 柳原陽一郎：Vocal, Pianica